# Canoas Viejas
Canoas Viejas är en ort i Mexiko.   Den ligger i kommunen Uruapan och delstaten Michoacán de Ocampo, i den södra delen av landet, 300 km väster om huvudstaden Mexico City. Canoas Viejas ligger 1 855 meter över havet och antalet invånare är 167.
Terrängen runt Canoas Viejas är huvudsakligen kuperad, men söderut är den platt. Runt Canoas Viejas är det tätbefolkat, med 286 invånare per kvadratkilometer. Närmaste större samhälle är Uruapan, 4,9 km söder om Canoas Viejas. I omgivningarna runt Canoas Viejas växer huvudsakligen savannskog.